# Johannes Husner
Johannes Husner (* 15. Jahrhundert in Waldshut) war ein Humanist und der Verfasser eines Grabgedichtes auf Erasmus von Rotterdam.
Über das Leben des Magisters Johannes Husner, der nach zeitgenössischen Quellen aus Waldshut stammte, ist wenig bekannt. Er lebte in Basel im Umkreis von Erasmus von Rotterdam. Sein Name findet sich als Besitzeintrag in einem Druck Johann Frobens von 1523. Dem 1537 bei Froben und Episcopius verlegten Erinnerungsbuch „Catalogi duo operum D. Erasmi Roterodami“, das ein erstes systematischen Werkverzeichnis der Schriften des Erasmus enthält, steuerte er ein Grabgedicht (Epitaph) bei.